# Euproctis stenomorpha
Euproctis stenomorpha är en fjärilsart som beskrevs av Turner 1920. Euproctis stenomorpha ingår i släktet Euproctis och familjen tofsspinnare. Inga underarter finns listade i Catalogue of Life.